# 6e régiment d'infanterie (France)
Pour les articles homonymes, voir 6e régiment.
Pour le régiment de la Légion étrangère, voir 6e régiment étranger d'infanterie.
Le 6e régiment d'infanterie (6e RI) est un régiment d'infanterie de l'Armée de terre française créé sous la Révolution à partir du régiment d'Armagnac, un régiment français d'Ancien Régime.

## Création et différentes dénominations

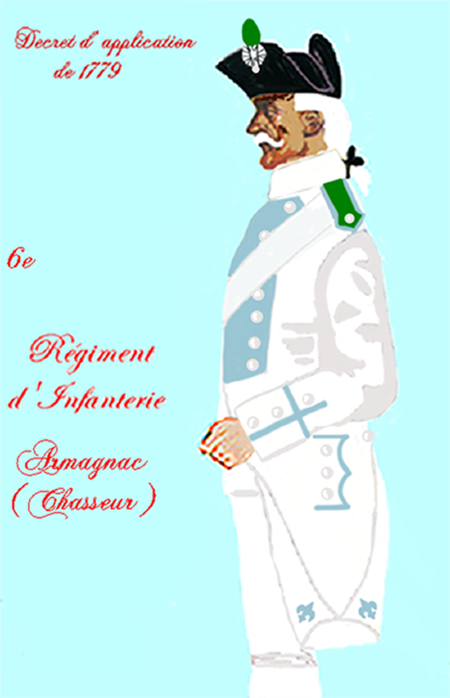
L'uniforme du régiment de 1779 à 1791

- 1558 : création à partir des Bandes de Guyenne.
- 1569 : renommé régiment des Gardes du Roi de Navarre, dont la particularité est d'être un régiment protestant.
- 1589 : renommé régiment de Valirault à l'accession au trône de celui-ci. Le régiment se place parmi les 4 "Vieux" régiments de France (Picardie - Piémont - Navarre - Champagne).
- 1594 : renommé régiment de Navarre.
- 1776 : création à partir de deux bataillons du régiment de Navarre sous le nom de régiment d'Armagnac.
- 1791 : renommé 6e régiment d’infanterie.
- 1794 : amalgame, création de 6e demi-brigade de première formation.
- 1796 : amalgame, création de la 6e demi-brigade de deuxième formation.
- 1803 : renommé 6e régiment d’infanterie de ligne.
- 1814 : pendant la Première Restauration, il est renommé régiment de Berri.
- 1815 : pendant les Cent-Jours, il reprend son nom 6e régiment d'infanterie de ligne.
- 16 juillet 1815 : comme l'ensemble de l'armée napoléonienne, il est licencié à la Seconde Restauration.
- 11 août 1815 : création de la 12e légion des Bouches-du-Rhône.
- 23 octobre 1820 : renommée 4e légion des Bouches-du-Rhône elle est amalgamée, à Schlestadt, et renommée 6e régiment d’infanterie de ligne.
- 1854 : renommé 6e régiment d’infanterie.
- 1914 : à la mobilisation, il donne naissance au 206e régiment d’infanterie (200 pour le n° du 1er régiment de mobilisation + 6 le n° du régiment en activité).
- janvier 1920 : dissolution
- octobre 1939 : recréé
- juin 1940 : dissolution
- janvier 1945 : le régiment Bir Hacheim devient 6e régiment d'infanterie

## Chefs de corps
- 1791 : colonel Jean-Baptiste Marie Joseph Florimond de Cappy[1]
- 1791 : colonel Jacques Thomas L'Huillier de Rouvenac[1]
- 1792 : colonel Pierre Cleday
- 1794 : chef de brigade Hotte[1]
- 1794 : chef de brigade Antoine Joseph Delpierre (*)[1]
- 1795 : chef de brigade Raymond Augros
- 1796 : chef de brigade Hotte[1]
- 1799 : chef de brigade Antoine Francois Lepreux[1]
- 1799 : chef de brigade, puis colonel en 1803 François Marie Dufour (**)[1]
- 1807 : colonel Claude Germain Louis Devilliers (*)[1]
- 1811 : colonel Jean Étienne Barre[1]
- 1813 : colonel François Louis Julien Buchet[réf. souhaitée]
- 1815 : colonel Jean Étienne Barre[1]
- 1822 : colonel Jean François Emmanuel Colomb-d'Arcine[1]
- 1830 : colonel Jean Marie Nouail de la Villegille[1]
- 183? : colonel Boullé[1]
- 184? : colonel Gérard[1]
- 27 avril 1846[réf. souhaitée] : Colonel Antoine Apollon Jacqueminot
- 185? : colonel de Garderens de Boisse[1]
- 185? : colonel de Filhol de Camas[1]
- 1852 : colonel François Auguste Goze[1],[2]
- 185? : colonel Granchette[1]
- 185? : colonel du Pin de Saint-André[1]
- 185? : colonel Rivet[1]
- 186? : colonel Labarthe[1]
- 187? : colonel Philebert[1]
- 188? : colonel Abriat de Laforest[1]
- 1887 : colonel Warnod[1]
- 1891 : colonel Gaschet[1]
- 1897 : colonel Louis Pierre Marie Mercier[1]
- 1914 : colonel[3] Doé de Maindreville.
- 1917 : Chef de bataillon Louis Schaepelynck.

(*) Ces officiers sont devenus par la suite généraux de brigade.

(**) Cet officier est devenu par la suite général de division.

## Historique des garnisons, combats et bataille du6eRI

### Révolution et Empire
- Elle ne cite pas suffisamment ses sources. Vous pouvez indiquer les passages à sourcer avec {{référence nécessaire}} ou {{Référence souhaitée}}, et inclure les références utiles en les liant aux notes de bas de page. (Marqué depuis mai 2022)
- Elle contient une ou plusieurs listes. Le texte gagnerait à être rédigé sous la forme d’un ou plusieurs paragraphes synthétiques, afin d’être plus agréable à lire. (Marqué depuis mai 2022)

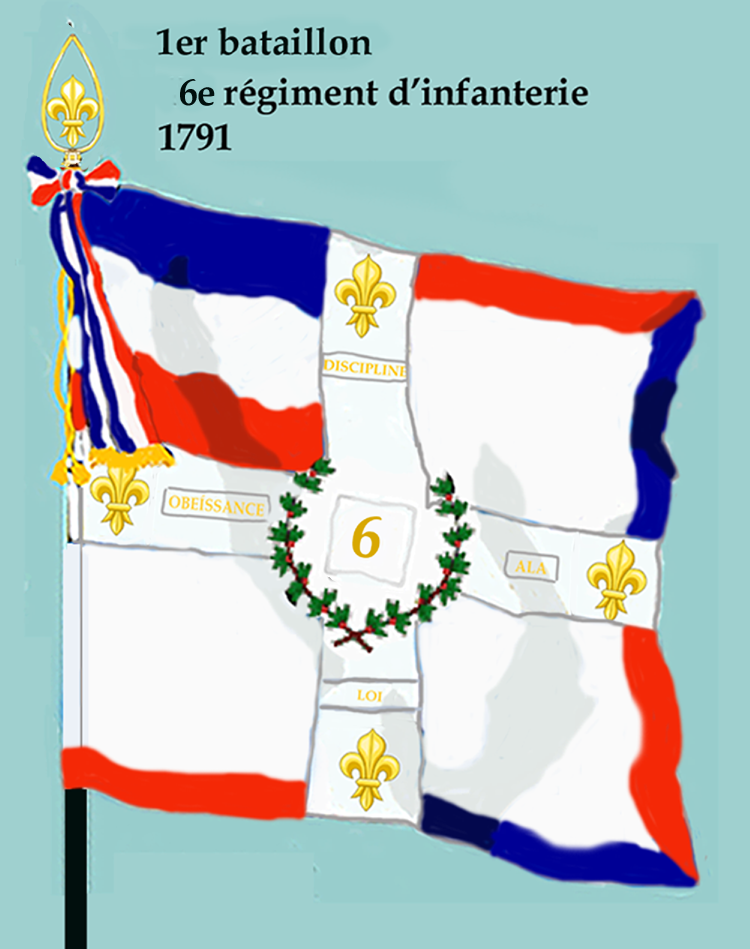
Drapeau du 1er bataillon du 6e régiment d'infanterie de ligne de 1791 à 1793
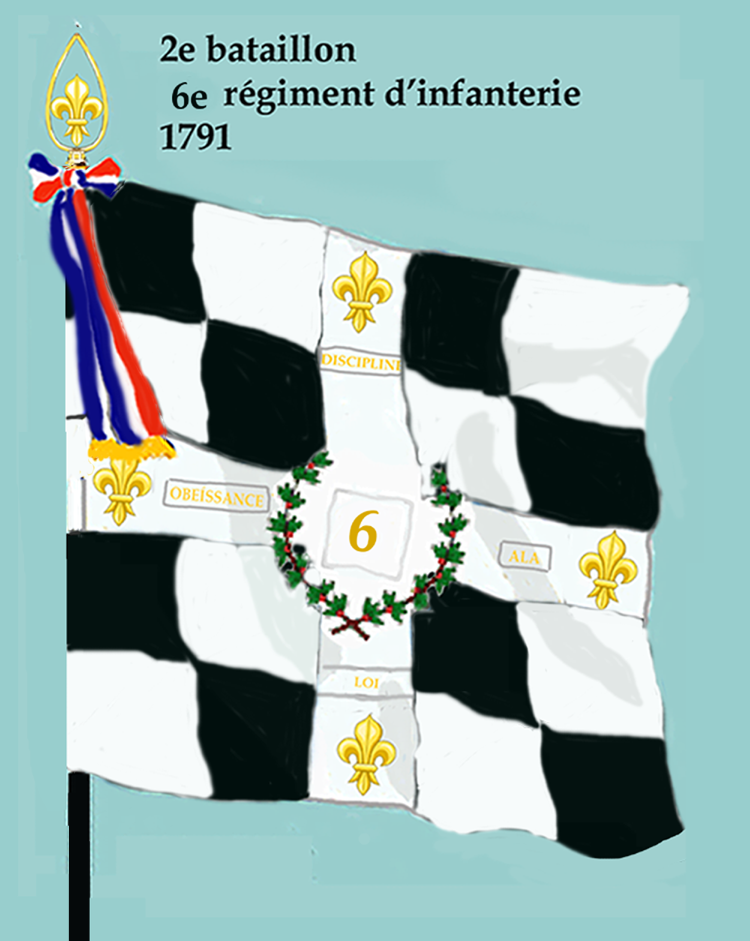
Drapeau du 2e bataillon du 6e régiment d'infanterie de ligne de 1791 à 1793

- 1792 :
  - Mairieux
  - Siège de Thionville (dépôt)
  - 20 septembre 1792 : Bataille de Valmy
  - Clermont
  - Namur
  - Hamptinnes
  - Trêves

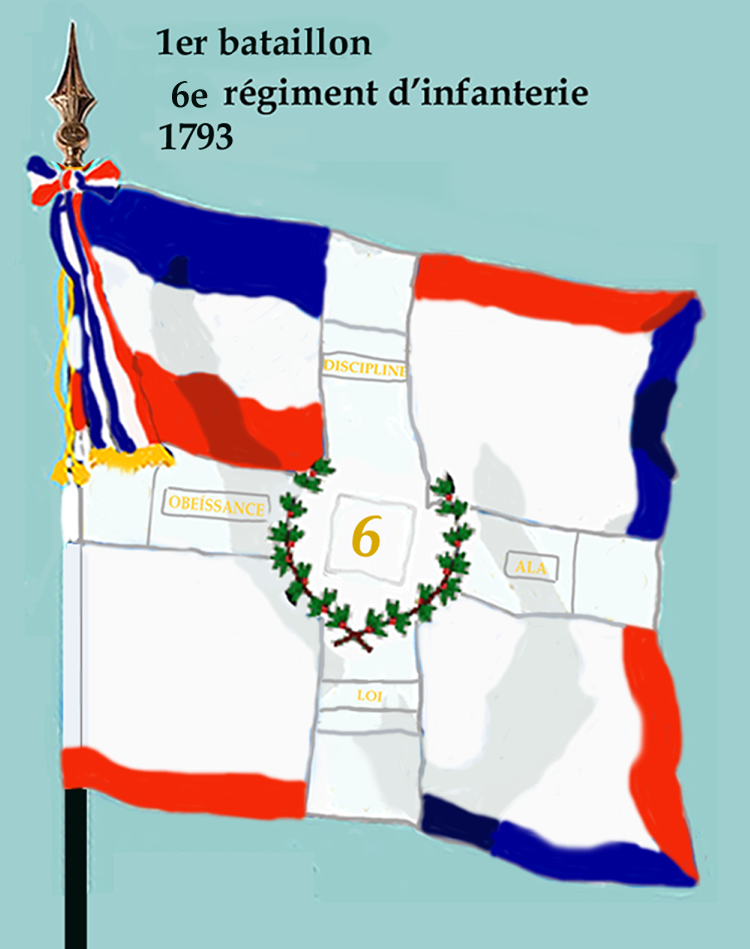
Drapeau du 1er bataillon du 6e régiment d'infanterie de ligne de 1793 à 1804
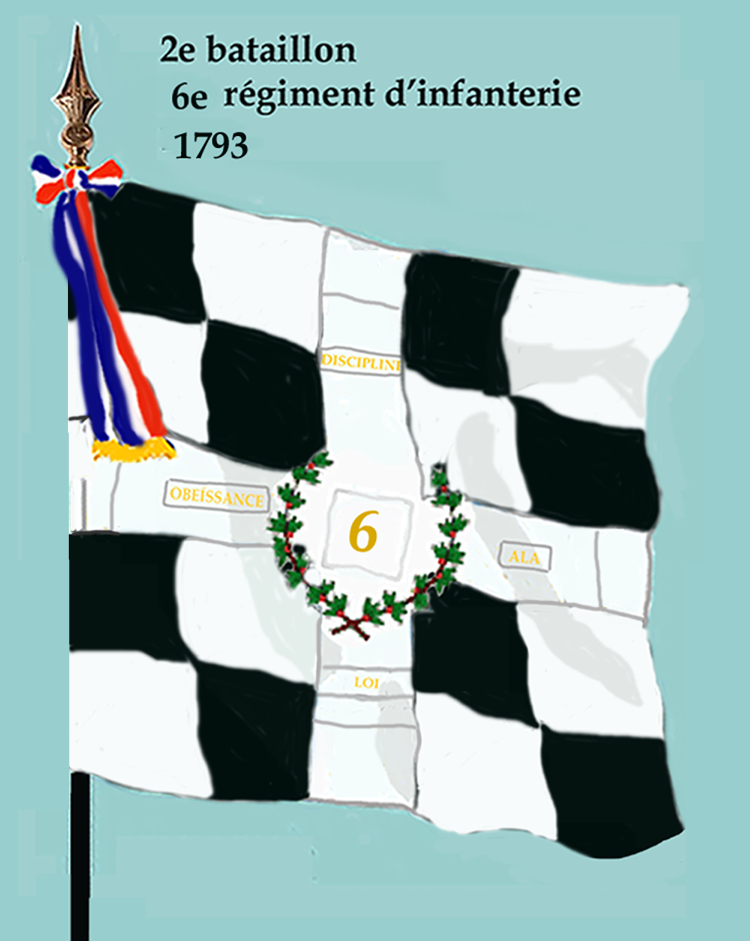
Drapeau du 2e bataillon du 6e régiment d'infanterie de ligne de 1793 à 1804

- 1793 :
  - Tirlemont
  - Le 1er bataillon du 6e régiment d'infanterie de ligne avec le 1er bataillon du 38e régiment d'infanterie de ligne et le 2e bataillon du 49e régiment d'infanterie de ligne sont désignés pour renforcer la garnison de Condé[Note 1].
  - Bataille de Neerwinden
  - Siège de Condé
  - Doué,
  - Bataille de Chantonnay
  - Bataille de Nantes
  - Saint-Fulgent
  - Mons
  - Bataille de Savenay
- 1794 :
  - Lors du premier amalgame création de la 6e demi-brigade de première formation, formée des :
    - 2e bataillon du 3e régiment d'infanterie (ci-devant Piémont)
    - 2e bataillon de volontaires de l'Aube
    - 10e bataillon de volontaires des Vosges
    - 13e bataillon de la formation d'Orléans
    - 14e bataillon de volontaires de Paris également appelé 14e bataillon de volontaires de la République ou 14e bataillon des piques ou encore 14e bataillon des piquiers
    - 24e bataillon de volontaires de la Charente

  - Chalons
  - Namur
- 1795 :
  - Saint-Cyr
- 1796 :
  - Reformé en tant que 6e demi-brigade de deuxième formation avec les :
    - 2e et 3e bataillon de la 6e demi-brigade de première formation (2e bataillon du 3e régiment d'infanterie (ci-devant Piémont), 2e bataillon de volontaires de l'Aube, 10e bataillon de volontaires des Vosges, 13e bataillon de la formation d'Orléans, 14e bataillon de volontaires de Paris et 24e bataillon de volontaires de la Charente)
    - 196e demi-brigade de première formation (2e bataillon du 110e régiment d'infanterie (ci-devant Port-au-Prince), 1er bataillon de volontaires de la formation d'Orléans et 4e bataillon de volontaires de Seine-et-Marne)
    - La partie non amalgamée du 3e bataillon de Paris de seconde formation
    - 7e bataillon de Paris de seconde formation
    - 10e bataillon de Paris de seconde formation, également appelé bataillon du Museum
    - 4e bataillon bis de volontaires de la Sarthe
    - 3e bataillon de volontaires d'Eure-et-Loir également appelé bataillon de Chartres

  - Prise de Sancerre,
  - Castello,
  - Bataille de La Favorite,
  - Siège de Mantoue
  - Mont Saint-Ovide
- 1797 :
  - Cerigo
  - Blocus de Malte
  - Bataille de Preveza
  - Zante et
  - Saint-Maure
- 1799 :
  - Suisse
- 1801 :
  - Défense de l'ile de Malte

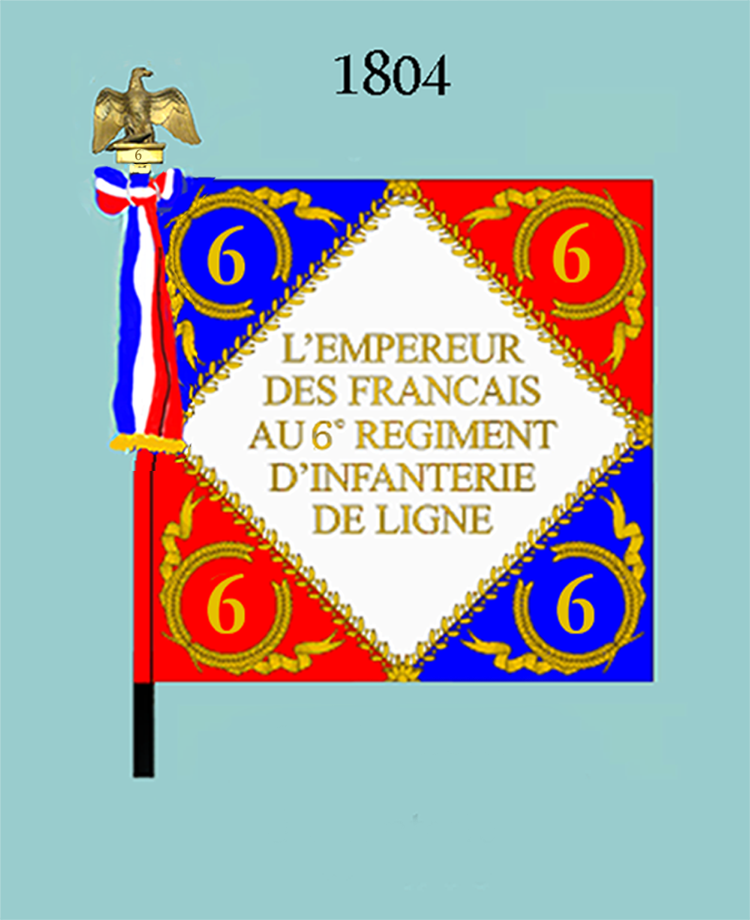
Drapeau modèle de 1804 (avers)
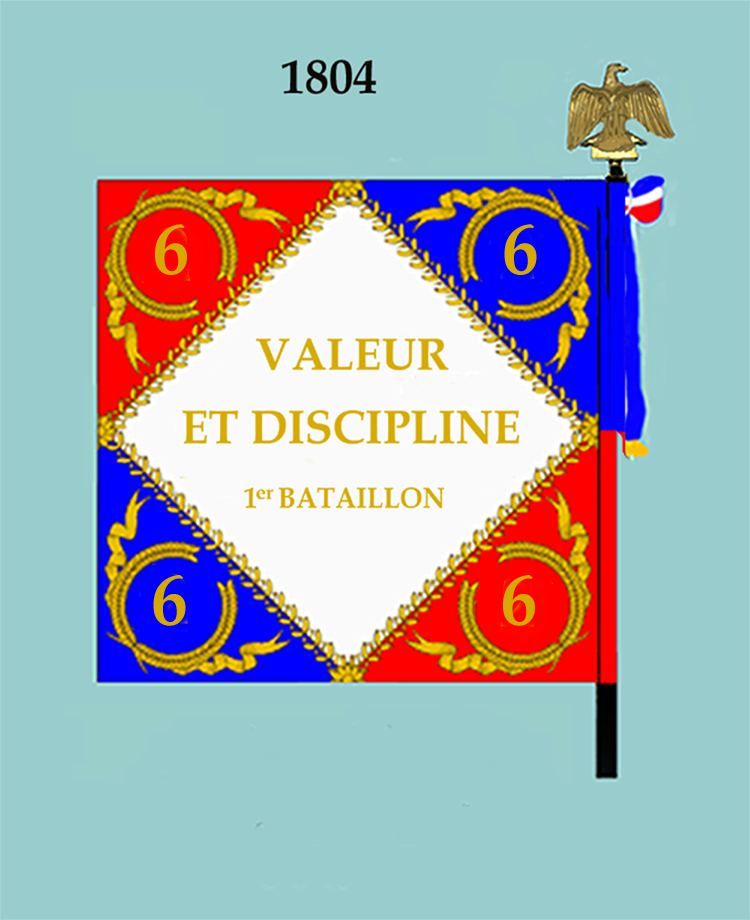
Drapeau modèle de 1804 (revers)

- 1807 :
  - Corfou sous le commandement de César Berthier

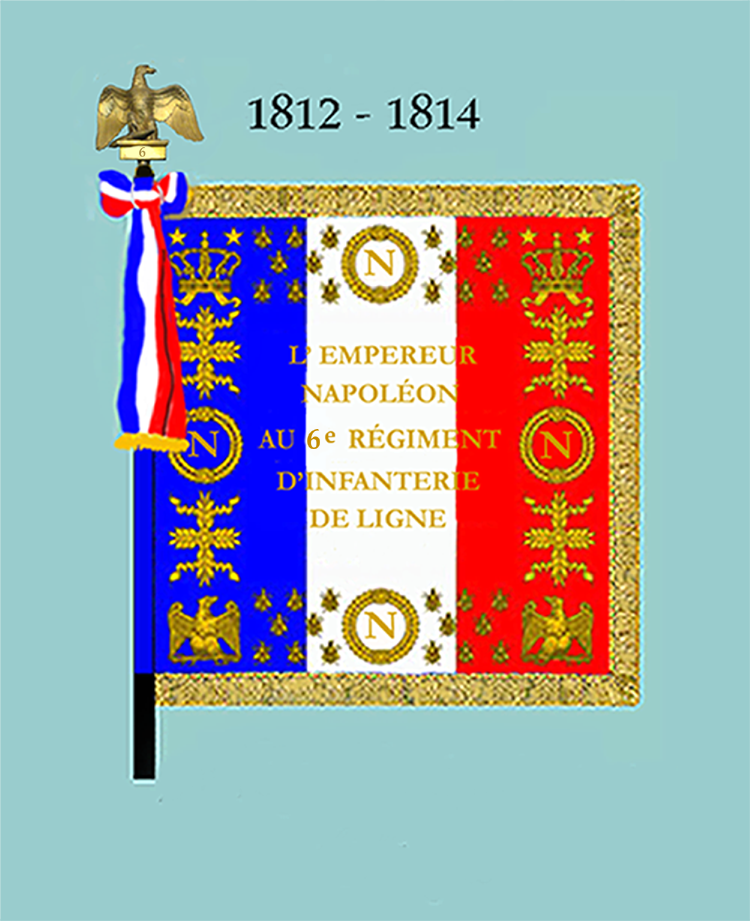
Drapeau modèle de 1812 (avers)
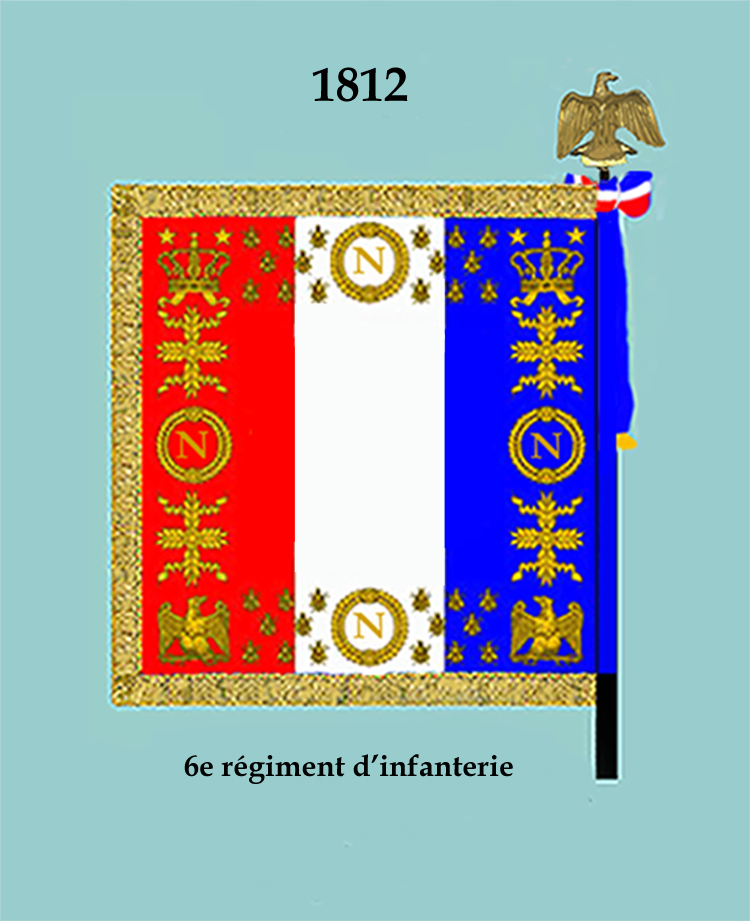
Drapeau modèle de 1812 (revers)

- 1813 : Campagne d'Allemagne
  - Bataille de Mockern
  - Mersebourg
  - Wurschen
  - Bataille de Bautzen
  - 16-19 octobre : Bataille de Leipzig
  - Bataille de Hanau
- 1814 :
  - Bataille du Mincio

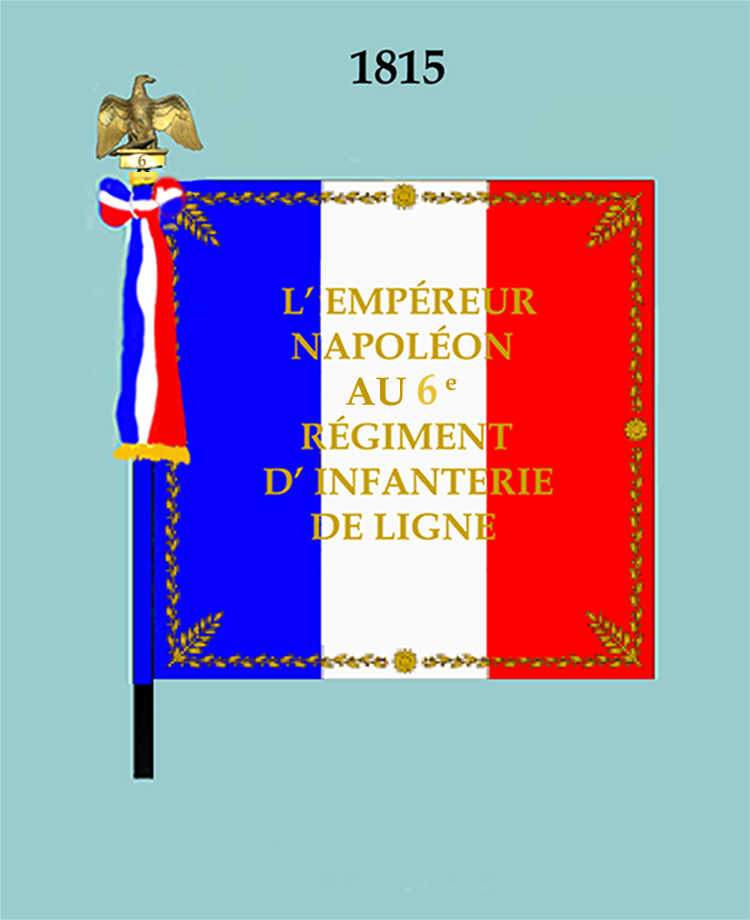
Drapeau modèle de 1815 (avers)
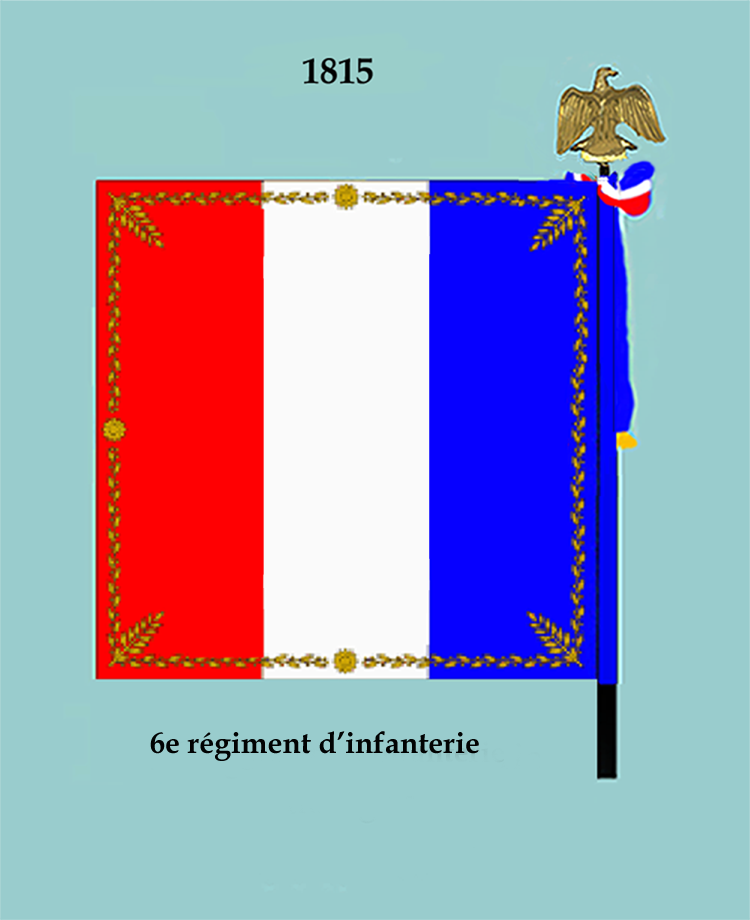
Drapeau modèle de 1815 (revers)

- 1815 :
  - Siège de Belfort

Colonels tués et blessés alors qu'ils commandaient le 6e RI pendant cette période :
- Colonel Buchet blessé le 19 octobre 1813

Officiers tués ou blessés en servant au 6e régiment d'infanterie sous l'Empire (1804-1815) :
- Officiers tués : 18
- Officiers morts des suites de leurs blessures : 5
- Officiers blessés : 96

### 1815 à 1852

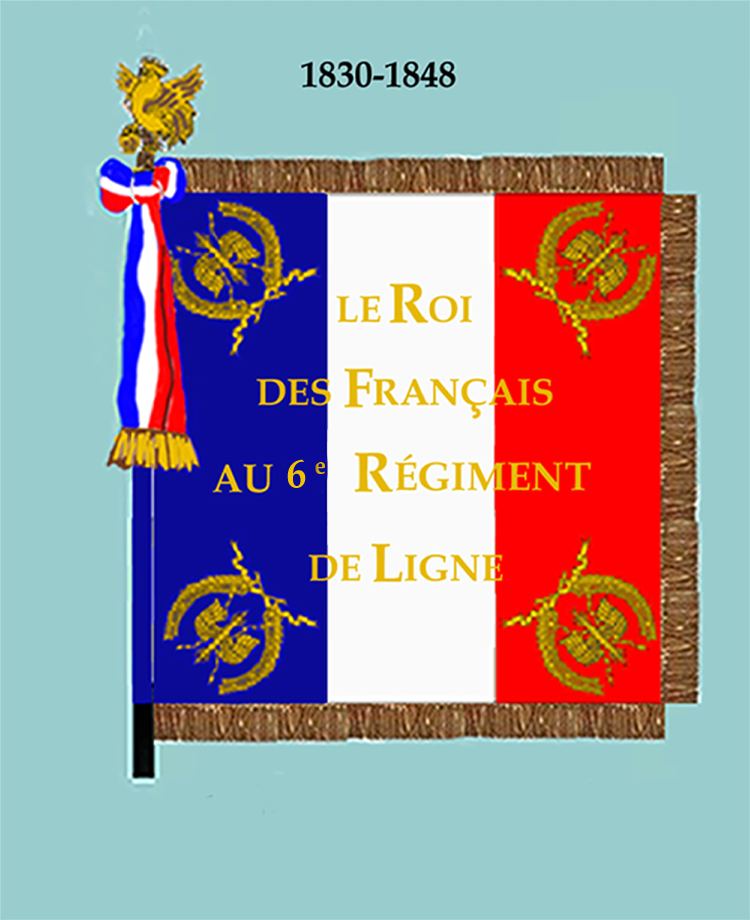
Drapeau de 1830 à 1848 (avers)

1830 :
- 14 juin : débarquement à Sidi Ferruch.
- 19 juin : bataille de Staoueli.
- du 24 au 29 juin : combat au camp de Dely Ibrahim et Sidi Kalef.
- du 30 juin au 5 juillet : siège et prise d'Alger.
- 25 juillet 1830 : Embarquement pour Bône
- 2 août : arrivée et prise de la ville de Bône.
- 20 août : embarquement des troupes pour Alger.
- du 17 au 29 novembre : il coopère à la prise de Blida et Medeha.
- fin décembre 1830 : retour en France.
- 1830 : Une ordonnance du 18 septembre créé le 4e bataillon et porte le régiment, complet, à 3 000 hommes[4].

En juin 1832, il participe à la répression de l'insurrection républicaine à Paris
En 1850, le régiment est en garnison à Lyon, son dépôt étant à Uzès.
En décembre 1851, il participe dans le Var à la répression de l’insurrection républicaine contre le coup d'État du 2 décembre 1851.

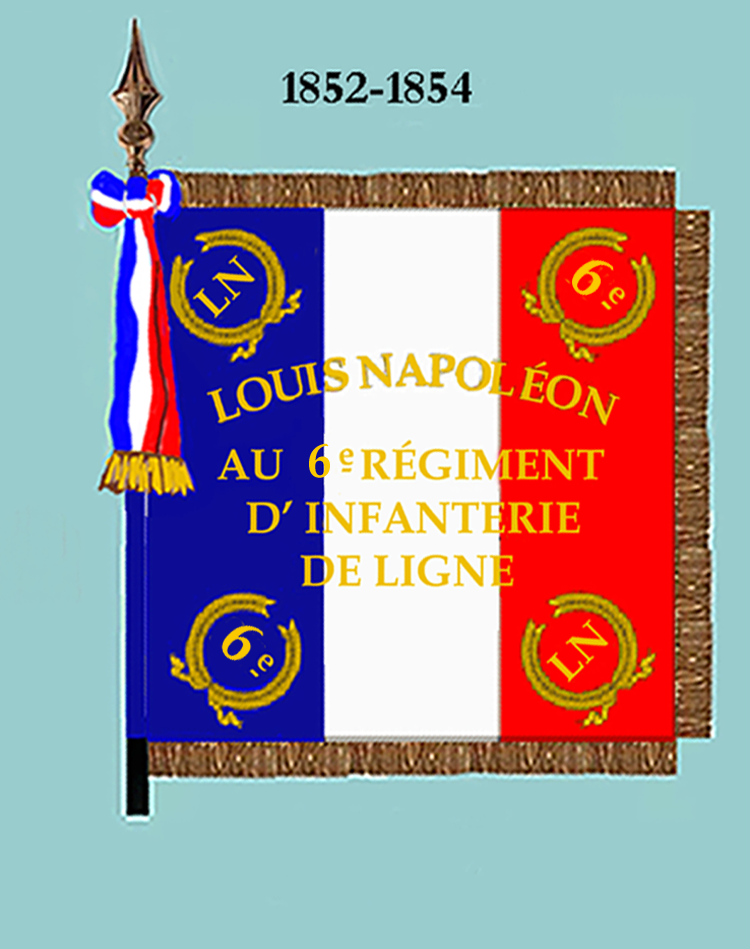
Drapeau de 1852 à 1854 (avers)

### Second Empire

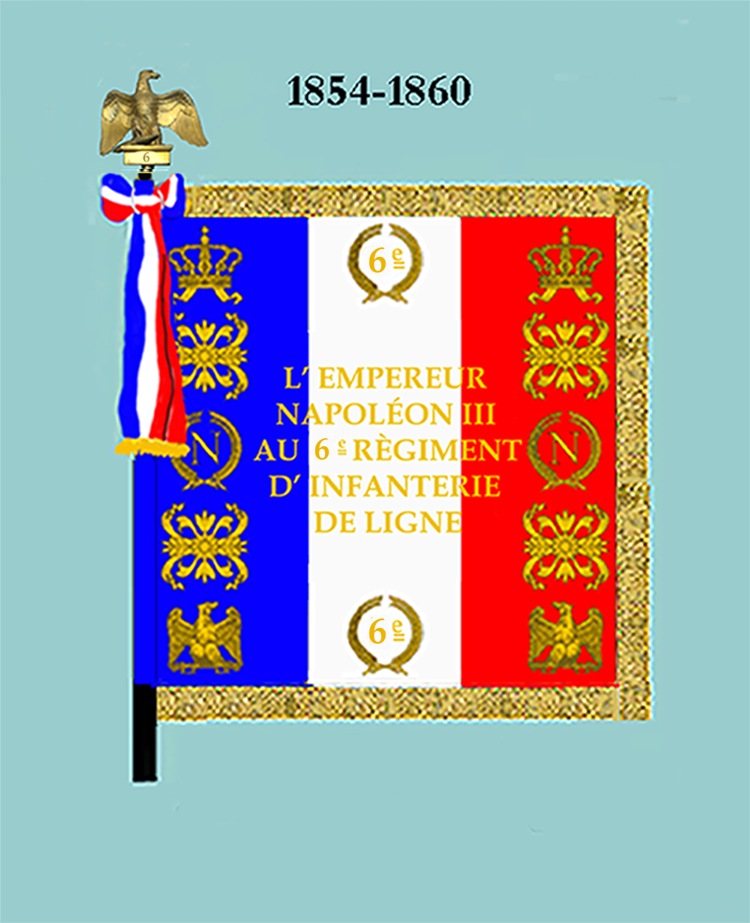
Drapeau de 1854 à 1860 (avers)

En juin 1854, le 6e de ligne est envoyé en Crimée. Il combat à l'Alma, le 20 septembre. Il participe à la bataille d'Inkerman, le 5 novembre 1854. Son colonel, le baron Edmond Jean Filhol de Camas tomba dans les rangs ennemis, en sauvant le drapeau du régiment. Dans son rapport, le général Bosquet témoigna que le 6e de ligne avait brillamment chargé et avait bien vengé la mort de son colonel.

### Guerre franco-allemande de 1870

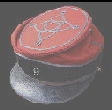
Un képi de l'infanterie de ligne

Au 1er août 1870, le 6e régiment d'infanterie de ligne fait partie de l'Armée du Rhin.
Avec le 20e bataillon de chasseurs du commandant de Labarrière et le 1er régiment d'infanterie du colonel Frémont, le 6e forme la 1re brigade aux ordres du général comte Brayer. Cette 1re brigade avec la 2e brigade du général de Golberg, deux batteries de 4 et une de mitrailleuses, une compagnie du génie constituent la 1re division d’infanterie commandée par le général de division Courtot de Cissey. Cette division d'infanterie évolue au sein du 4e corps d’armée ayant pour commandant en chef le général de division de Ladmirault.
Le 3 août 1870, le 6e, sous les ordres du colonel Labarthe, est en place à Bouzonville (nord-est de Metz).

#### Bataille de Rezonville
Le matin du 16 août 1870, le 4e corps d’armée est en bivouac à Woippy, sans ordre. À neuf heures, sans avoir reçu aucun ordre, le général de Ladmiraut met les deux divisions de Cissey et Grenier en marche sur Doncourt-en-Jarnisy. Vers cinq heures du soir, marchant au bruit du canon, la division de Cissey arrivait en avant de Bruville. Elle tombe sur la brigade Wedell et contraint à la retraite le 16e prussien, repousse une contre-attaque du 1er dragons de la Garde et de deux escadrons du 4e cuirassiers. Au cours de cette action, la 1re brigade perd son commandant, le général comte Brayer. À sept heures, le 4e corps d’armée bivouaque sur ses positions, une croupe à l’est de la ferme de Grizières.
Le 17 août, sur ordre du maréchal Bazaine, le 4e corps d’armée fait mouvement pour occuper des positions entre Chatel et Montigny.

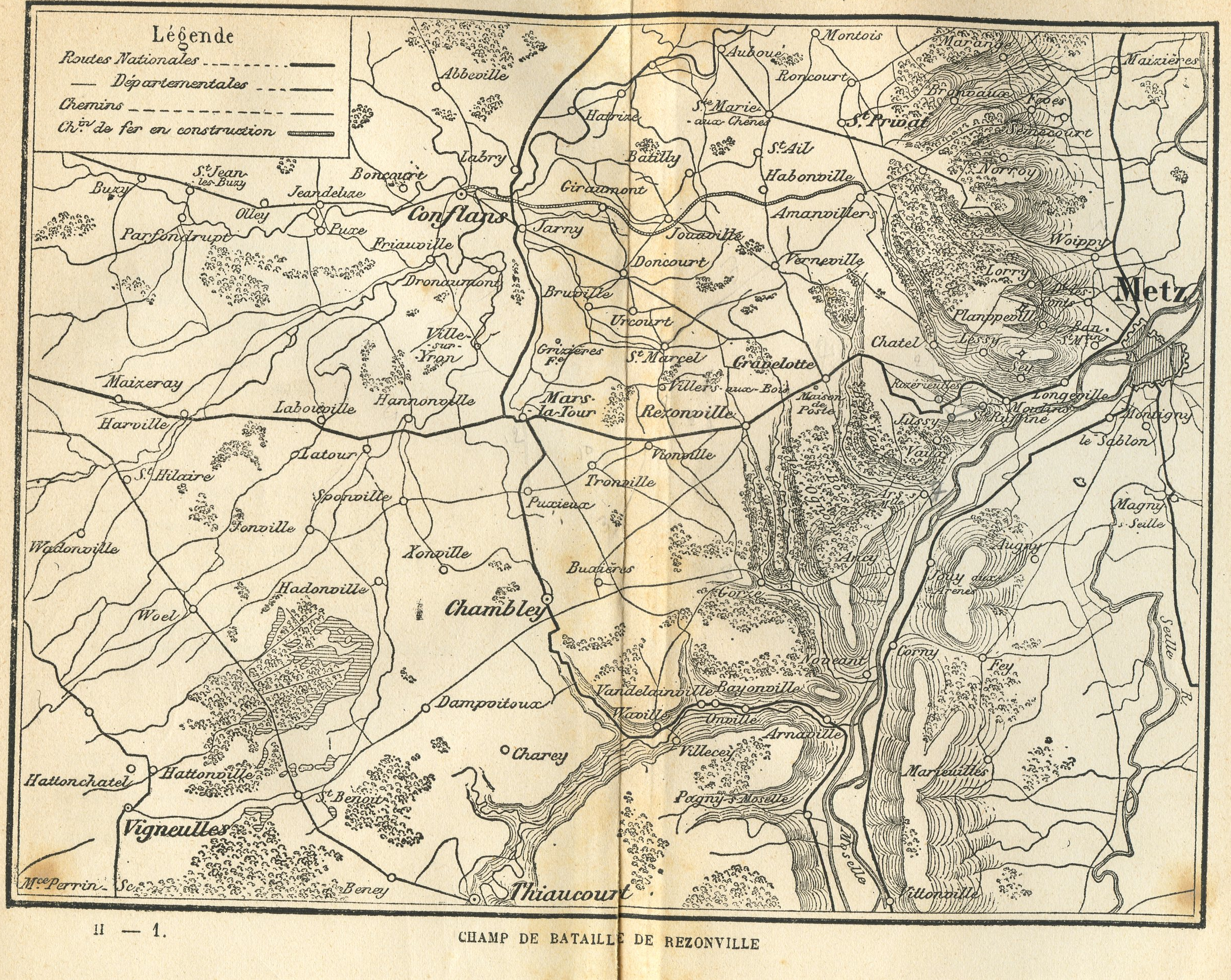
Bataille de Rezonville et Saint-Privat

#### Bataille de Saint-Privat
Le 18 août, à onze heures quarante cinq, neuf batteries de la 18e division prussienne ouvre le feu sur le 4e corps d’armée encore au bivouac. La division de Cissey se place au nord-ouest d’Amanvilliers : le 6e de ligne à cheval sur la tranchée du chemin de fer alors en construction, la 2e brigade à droite de ce régiment. Le 20e bataillon de chasseurs sert de soutien à l’artillerie et forme deux groupes, l’un au sud de la tranchée, l’autre au nord près de la Mare. Le 1er de ligne forme réserve. Exposé à des feux croisés et violents, les canonniers ennemis subissent des pertes énormes. Mais, vers treize heures, la 25e division hessoise débouche d’Habonville et se déploie face au front de la division de Cissey. Cinq nouvelles batteries, disposées sur la croupe allongée que traverse la tranchée du chemin de fer, ouvrent le feu sur Amanvilliers. La division de Cissey repousse une attaque de la 49e brigade hessoise cherchant à s’emparer de la cote 325. Après l’évacuation de Saint-Privat par le 6e corps d’armée du maréchal Canrobert, la division de Cissey, maintenant face au nord, résiste toujours sur la tranchée de chemin de fer. Les renforts, réclamés par Canrobert arrivant enfin, permettent au 4e corps d’armée de se replier sur la lisière du bois de Saulny puis sur Woippy.
L’ordre étant arrivé de se mettre en retraite sur Metz, le 4e corps d’armée, ayant perdu 4 807 hommes, occupe les positions prévues à Le Sansonnet dans l’après-midi du 19.

#### Blocus de Metz
Le 27 août, la 1re division (de Cissey) prend position entre Longeville et Plappeville.

#### Bataille de Noisseville - combat de Servigny
Le 31 août, le 4e corps d'armée se positionne entre le bois de Grimont et Mey. Jusqu’à 6 heures du soir, les troupes restent immobiles sous un feu violent d’artillerie, attendant la prise de Noisseville. Mise en mouvement, la division de Cissey marche déployée, en terrain découvert sur 1 500 mètres, vers la ligne Poixe-Servigny. « La 1re brigade, 1er et 6e de ligne, aborde le village de Serrigny[Quoi ?], enlève à la baïonnette les barricades et les tranchées revêtues de tonneaux pleins de fumier qui le protégeaient, et se précipite dans les premières maisons. Le 20e bataillon de chasseurs, soutenu par un bataillon du 6e de ligne, s’empare du cimetière. Mais l’ennemi tient encore dans l’intérieur du village ; une fusillade violente éclate, et les deux troupes restent face à face, séparées par quelques mètres, dans les maisons qui commencent à brûler. »[réf. nécessaire] Arrivant en renfort, quelques bataillons de la division Aymard du maréchal Le Bœuf bousculent les Allemands, s’emparent du village et de 24 canons. Dans la soirée, la 2e brigade du général de Manteuffel contre-attaque et repousse les troupes françaises aux abords de Servigny.
Le 1er septembre, vers dix heures, 114 pièces de canon ouvrent le feu sur les troupes du 4e corps d'armée. À onze heures, le maréchal Bazaine donne l’ordre de retraite générale.

#### Capitulation
Le 29 octobre, le 4e corps, sortant entre les forts Saint-Quentin et Plappeville, par la route d'Amanvillers, est conduit jusqu'aux lignes prussiennes. EnNovembre 1870, le 2e bataillon est en garnison à Mézières (Ardennes).

### Première Guerre mondiale

#### Affectation
À la veille de la guerre le régiment est en garnison à Saintes. Le régiment fait partie en 1914 de la 69e brigade et 35e division d'infanterie.

#### 1914
- Du 21 août au 23 août : Bataille de Charleroi, Combats de Somzée (23 août) et de Walcourt (24 août).
- 28 août au 29 août : Bataille de Guise
- 5 septembre au 13 septembre : bataille de la Marne
- à partir d'octobre : Course à la mer : Corbeny, Craonne, Plateau de Vauclerc.

#### 1915
- 5 juin-6 juin : Oise : Moulin Sous Touvent, Ferme d'Escafaut.
- Septembre octobre : Aisne : Meurival, Bois des Buttes.

#### 1916
Bataille de Verdun : Cote 304.

#### 1917
Secteur de Verdun : Cote 326, Cote 344, Nord-Ouest de Beaumont.

#### 1918
- Bataille de Picardie au début août (voir Bataille d'Amiens et Offensive des Cent-Jours).
- Attaque et poursuite d'Essigny-le-Petit au canal de la Sambre.

#### Entre-deux-guerres
Le régiment est dissous le 1er janvier 1920.

### Seconde Guerre mondiale
Formé le 16 octobre 1939 à partir des XXIe bataillons des 151e, 94e, 26e et 170e RI. Il appartient à la 44e division d'infanterie. Il est sous les ordres du colonel Tassin puis du colonel Loup le 13 mai 1940 puis du chef de bataillon le commandant Cuny le 5 juin 1940. Régiment d'infanterie type Nord-Est de réserve A, il est mis sur pied par le centre mobilisateur d'infanterie 211 de Sissonne.
Le régiment a combattu héroïquement sur l'Aisne de mai à juin 1940, dans le secteur de Villers-en-Prayères. Il est dissous à l'armistice.

Le régiment est recréé à la libération à partir du maquis Bir Hacheim des Forces françaises de l'intérieur. En janvier 1945, le régiment Bir Hacheim est reconnu officiellement, rattaché à la 23e division d'infanterie. Il reçoit en mars le renfort du bataillon Foch (ou 123e RI FFI). Au printemps 1945, le 6e RI est rattaché à l’armée commandée par le général Larminat et chargée de la réduction des poches de résistance allemande sur la côte atlantique. Il est affecté à la reconquête de la pointe de la Coubre.

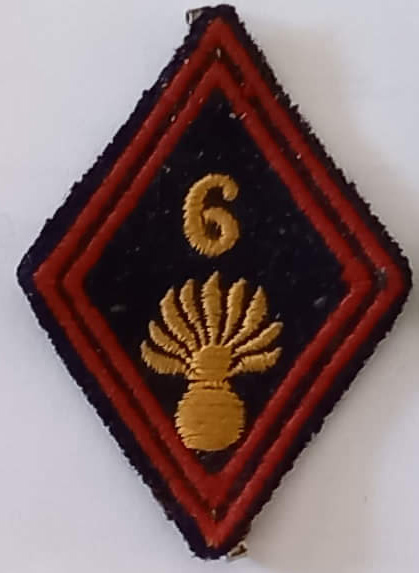
écusson 6e RI
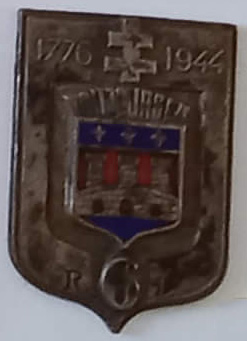
insigne 6e RI

### De 1945 à nos jours

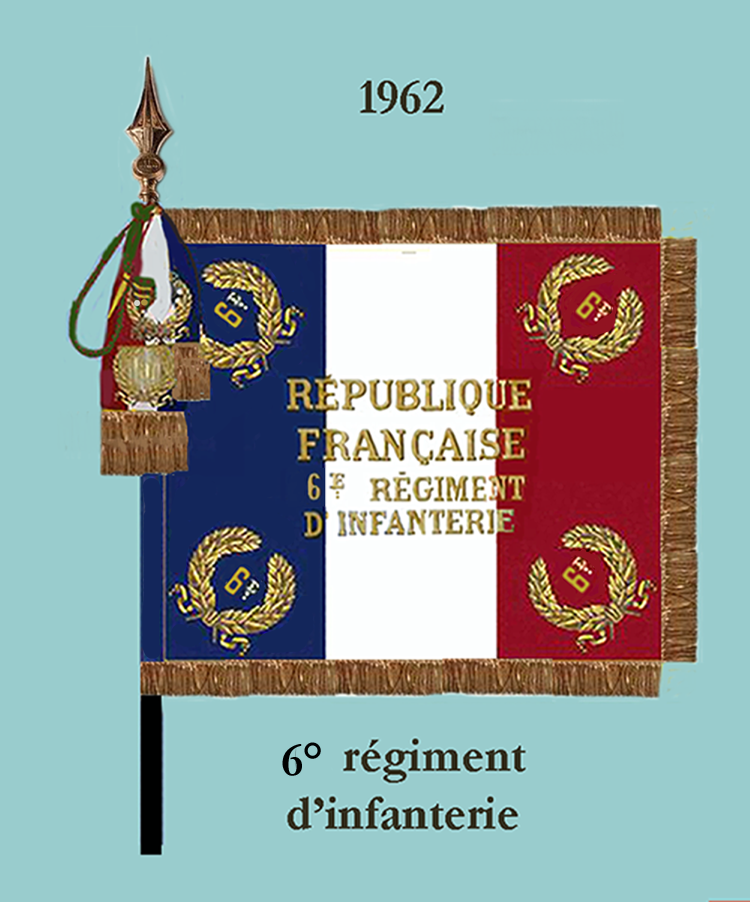
Drapeau modèle de 2004 (avers)
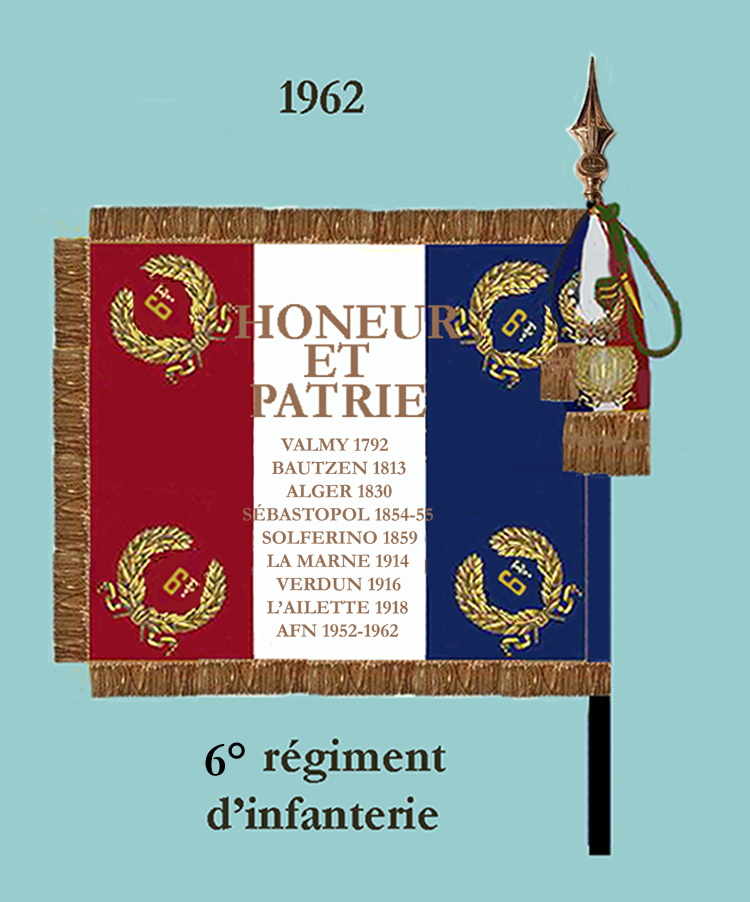
Drapeau modèle de 2004 (revers)

#### Guerre d'Algérie
- commandos de chasse du 6e régiment d’infanterie, 1959-1962. Il existait trois commandos de chasse au 6e RI (un par bataillon):kimono 20 pour le 1/6e RI, kimono 14 pour le 2/6e RI et kimono 16 pour le 3/6e RI. Le commando régimentaire s'appelait « Pardessus blanc ». Ils ont été dissous après le 19 mars 1962

- .Au cessez-le-feu du 19 mars 1962 en Algérie, le 6°RI créé comme 91 autres régiments, les 114 unités de la Force Locale. (Accords d'Evian du 18 mars 1962) Le 6°RI forme trois unités de la Force locale de l'ordre Algérienne, la 468°UFL-UFO la 469°UFO et la 470°UFO composé de 10 % de militaires métropolitains et de 90 % de militaires musulmans [13], qui pendant la période transitoire devaient être au service de l'exécutif provisoire algérien, jusqu'à l'indépendance de l'Algérie. Deux militaires FSE (militaires métropolitains) sont décédés dans l'Unité 470 le 2 juillet 1962, oubliés de leur régiment. .

## Drapeau
Il porte, cousues en lettres d'or dans ses plis, les inscriptions suivantes, :

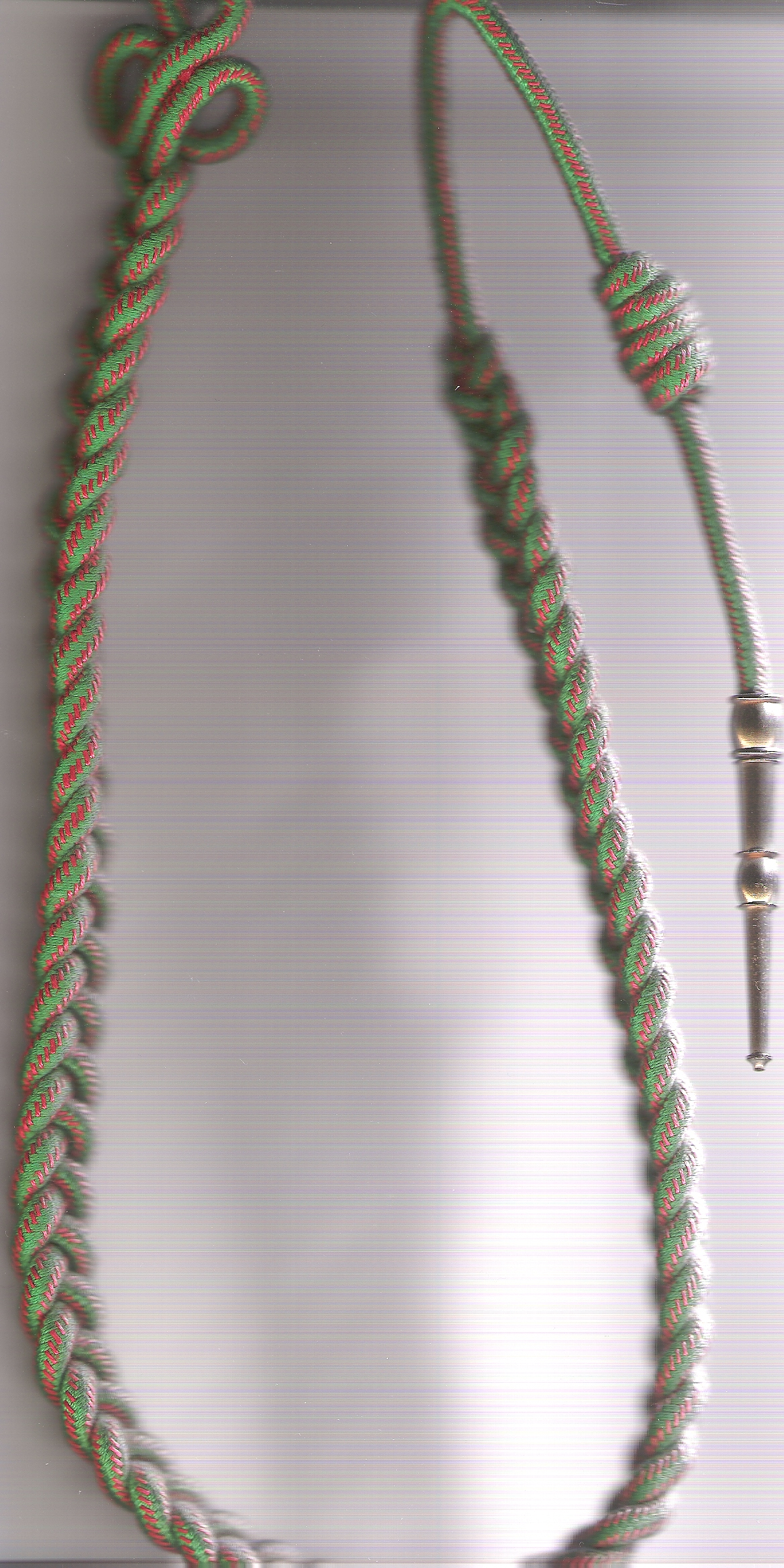
Fourragère aux couleurs du ruban de la Croix de guerre 1914-1918

- Valmy 1792
- Bautzen 1813
- Alger 1830
- Sébastopol 1854-55
- Solférino 1859
- La Marne 1914
- Verdun 1916
- L'Ailette 1918
- AFN 1952-1962

## Décorations

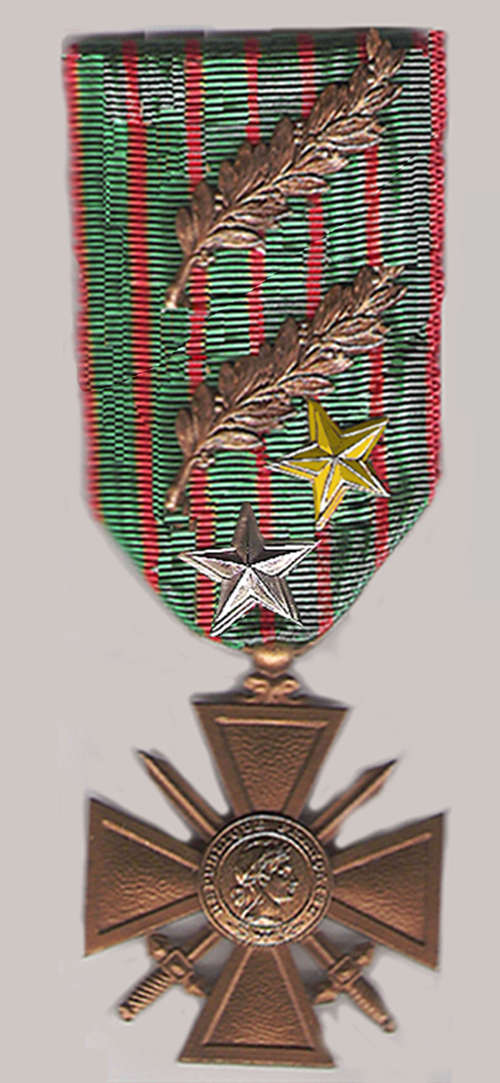
Croix de guerre 1914-1918

- Sa cravate est décorée de la Croix de guerre 1914-1918 avec quatre citations :
- deux citations à l'ordre de l'armée ;
- une citation à l'ordre du corps d'armée ;
- une citations à l'ordre de la division.

- Il a le droit au port de la fourragère aux couleurs du ruban de la croix de guerre 1914-1918.

## Devise/6eRI
Toujours là

## Personnalités ayant servi au sein du régiment
- Maurice Bouignol (1891-1918), poète, son nom est inscrit au Panthéon parmi les 560 écrivains morts pour la France.
- Albert Bignon (1910-1977), avocat, résistant et homme politique.
- François Claude Chapuis (1799-1859), alors sous-lieutenant
- Georges Mathieu (1882-1917), historien, son nom est inscrit au Panthéon parmi les 560 écrivains morts pour la France.
- Général Pierre Renault (1807-1870) alors sous-lieutenant.

## Sources et Bibliographie
- Archives militaires du Château de Vincennes.
- À partir du Recueil d'Historiques de l'Infanterie Française (Général Andolenko - Eurimprim 1969).
- Historique du 6e Régiment d’Infanterie, Imprimerie J. Thaumiaux, Saintes, 1920.
- Histoire générale de la guerre franco-allemande (1870-1871) par le Commandant ROUSSET - Tome 1 et 2 - L'Armée Impériale.
- Historiques des corps de troupe de l'armée française (1569-1900), Berger-Levrault (Paris), 1900, 52 p. (lire en ligne)
- Jules Léon Méjécaze   Historique du 6e régiment d'infanterie